# داء اختزان الغلايكوجين النمط السادس
مرض تخزين الجليكوجين النوع السادس " Glycogen storage disease type VI (GSD VI) "
هو نوع من مرض تخزين الجليكوجين الناجمة عن نقص في فسفوريلاز الجليكوجين في الكبد أو المكونات الأخرى لنظام تتابع الفسفوريلاز المرتبطة بها.
و المعروف أيضا باسم «مرض هيرز» في عام 1959.
ويشمل نطاق GSD السادس الآن أيضا تخزين الجليكوجين نوع المرض الثامن، والتاسع (الناجمة عن نقص فسفوريلاز ب كيناز) والعاشر (نقص بروتين كيناز أ). واعتبرت هذه في السابق أن تكون أنواع GSD متميزة.
الإصابة GSD السادس فيما يقرب من حالة 1 في 65,000-85,000 ولادة وهو ما يمثل حوالي 30 ٪ في جميع حالات المرض تخزين الجليكوجين. ما يقرب من 75 ٪ من هذه الحالات GSD السادس تنتج من الأشكال المتنحية من نقص فسفوريلاز كيناز.

## الأعراض
المرضى الذين لديهم تاريخ مرضى جيد، عادة مع تضخم الكبد وتأخر النمو في مرحلة الطفولة المبكرة. قد يحدث نقص السكر في الدم، والدهون، وفرط الكيتون. حمض اللبنيك ومستويات حمض اليوريك قد تكون طبيعية. ومع ذلك، قد تحدث زيادة الحماض اللبني في الدم أثناء الصيام.